# Academia de las Artes Escénicas de Hong Kong
La Academia de las Artes Escénicas de Hong Kong (en chino: 香港演藝學院) es un proveedor de la educación terciaria en Hong Kong al sur de China. Situado cerca de la costa norte de Wan Chai en la isla de Hong Kong, el campus principal también funciona como un lugar para las actuaciones. La Academia de Hong Kong para las Artes Escénicas, fue establecida en 1984, es uno de los principales institutos de educación artística superior en Asia. Proporciona la formación profesional, la capacitación y las instalaciones de investigación en las artes interpretativas, de teatro y de entretenimiento artístico, de cine y la televisión.